# Ortam İnsanı
Ortam İnsanı è il secondo singolo di Emre Altuğ ad essere estratto nel 2007 dall'album Kişiye Özel. Il video di Ortam İnsanı è stato girato dal regista Okan Bayülgen, e le riprese sono state fatte a Stati Uniti nell'agosto 2007. 